# Villa Corzo
Villa Corzo är en ort i Mexiko.   Den ligger i kommunen Villa Corzo och delstaten Chiapas, i den sydöstra delen av landet, 700 km sydost om huvudstaden Mexico City. Villa Corzo ligger 592 meter över havet och antalet invånare är 9 123.
Terrängen runt Villa Corzo är kuperad söderut, men norrut är den platt. Runt Villa Corzo är det ganska glesbefolkat, med 24 invånare per kvadratkilometer. Villa Corzo är det största samhället i trakten. Omgivningarna runt Villa Corzo är en mosaik av jordbruksmark och naturlig växtlighet.